# Alberto Cardaccio
Alberto Cardaccio, vollständiger Name Alberto Víctor Cardaccio Traversa (* 26. August 1949 in Uruguay; † 28. Januar 2015), war ein uruguayischer Fußballspieler.

## Karriere

### Verein
Der „Bocha“ genannte, 1,75 Meter große, defensiv ausgerichtete Mittelfeldakteur Cardaccio entstammte den Nachwuchsmannschaften des Danubio FC aus Montevideo. Dort spielte er 1964 in der Mannschaft der Quinta División. In den beiden Folgejahren pendelte er zwischen den Teams der Quinta und der Cuarta División. 1967 wurde er 17-jährig erstmals in die seinerzeit von Rafael Milans trainierte Erste Mannschaft des Erstligisten berufen. 1969 stieg er mit den Montevideanern aus der Primera División ab, realisierte mit dem Team aber den unmittelbaren Wiederaufstieg im Jahr 1970. Bis 1974 war er für Danubio aktiv. Zu seinen Mitspielern zählten dort unter anderem Otto Sessana, Ricardo Palma, Rafa Perrone, Gerardo Rodríguez, Horacio Franco und Juan Ascery. Von 1974 bis 1975 war er Spieler beim argentinischen Verein Racing Club. Dort wurde er 30-mal eingesetzt (acht Tore). In den Saisons 1975/76 und 1976/77 stand er dann in Mexiko bei Unión de Curtidores unter Vertrag und erzielte für jenen Klub in diesem Zeitraum 14 Treffer in 66 Spielen. Es folgte eine weitere Station in Mexiko bei Atlas Guadalajara. In der Spielzeit 1977/78 absolvierte er dort 26 Spiele und schoss sieben Tore. In der Folgesaison wurde er beim Puebla FC 30-mal in der Primera División eingesetzt. Seine Torbilanz wies zwei Treffer aus. Sodann war er drei weitere Spielzeiten für CF Monterrey aktiv.

### Nationalmannschaft
Cardaccio nahm bereits mit der Juniorennationalelf an der Junioren-Südamerikameisterschaft 1967 teil. Im Verlaufe des Turniers wurde er von Trainer Segundo González allerdings nicht eingesetzt. Cardaccio war auch Mitglied der A-Nationalmannschaft Uruguays, für die er zwischen dem 31. Mai 1972 und dem 19. Juni 1974 19 Länderspiele absolvierte. Ein Länderspieltor erzielte er jedoch nicht. Cardaccio gehörte dem Aufgebot Uruguays bei der Weltmeisterschaft 1974 an. Dort kam er im Verlaufe des Wettbewerbs im Gruppenspiel gegen Bulgarien zu einem Einsatz als Einwechselspieler.

## Nach der aktiven Karriere
Cardaccio hatte nach dem Karriereende eine Traineranstellung im Nachwuchsbereich bei Danubio inne und wirkte 1985 als Co-Trainer unter Roberto Repetto. 2007 arbeitete er als Co-Trainer bei Sud América. Im Jahr 2008 war er als Taxifahrer tätig. Er starb am 28. Januar 2015 im Alter von 65 Jahren an Verletzungen, die er sich bei einem Verkehrsunfall zugezogen hatte.

## Familie
Cardaccios Sohn Víctor Alberto Cardaccio spielte ebenfalls in den Jugendmannschaften Danubios. Er war zudem der Bruder von Jorge Daniel Cardaccio. Auch sein Neffe Mathías Cardacio ist Fußballprofi und war uruguayischer Nationalspieler.